# Bio Zombie
Bio Zombie är en hongkongsk splatter/skräckfilm från 1998.

## Handling
Två unga män råkar köra över en man och han dör, tror de. Vad de inte vet är att mannen är smittad med ett zombievirus. De lägger mannen i sin baklucka, men det dröjer inte länge förrän han vaknar upp.
De blir sedan instängda på köpcentrumet som snart är fullt av köttätande varelser.